# Kitty Grande
Kitty Margarete Grande (född Sørensen, senare gift Lorange, Grande och Fitte), född 22 mars 1919 i Strinda, död 26 januari 1999 i Stockholm, var en norsk agent för den tyska ockupationsmakten i Norge. Hon var medlem av Rinnanligan och var också dess mest framträdande kvinnliga gestalt. 
Hennes kvinnlighet skall ha spelat en central roll i Rinnanligans arbete för att få folk att ange misstänkta motståndsmän. Hon skall dock även ha influerats att dra ner på antalet rapporter till Henry Rinnan genom att hon blev förälskad i en motståndsman. Detta skall ha skett under en period då hennes förste make var soldat vid östfronten och skall också ha resulterat i att hon sändes till fånglägret Grini och till koncentrationslägret Ravensbrück på order av Rinnan den 2 juli 1942. En av Rinnans medarbetare, Ivar Grande, skall dock ha kommit till hennes undsättning i augusti 1943, vilket resulterade i att hon skilde sig från sin förste make och gifte sig med Grande i Nidarosdomen den 3 juni 1944. De flyttade tillsammans till Ålesund men kort tid efter blev han lönnmördad av Milorg.
Från makens likvidering till dess att kriget tog slut arbetade hon aktivt för Rinnan igen. Efter krigsslutet dömdes hon för landsförräderi till tjugo års straffarbete; hon frigavs 1951. Hon gifte sig med fransmannen Hubert Fitte och bar därefter hans efternamn; hon bosatte sig då i Sverige. Hon skall ha framträtt i svensk TV 1989 och berättat om sina krigserfarenheter utan att visa minsta ånger.